# Coffee Rock

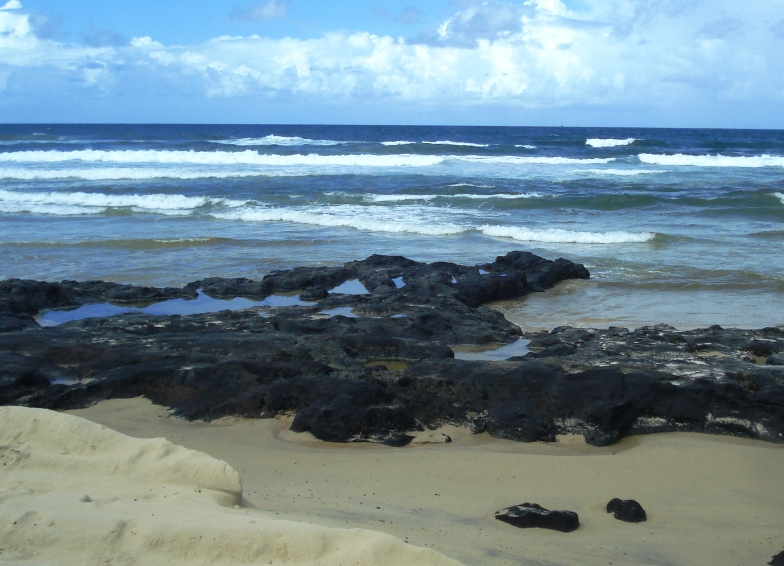
„Coffee Rock“ am Strand von K’gari

Als Coffee Rock (engl. für Kaffee-Gestein) werden in Australien vorkommende, weitgehend wasserundurchlässige Formationen steinartig verhärteten Sandes bezeichnet.
Sedimente aus  Sand und organischen Stoffen, die von Flüssen im Pleistozän ablagert wurden, formten diese Formationen. Das Material hat eine feste, an Kaffeesatz erinnernde, Konsistenz und Körnung sowie eine, durch Huminstoffe hervorgerufene, dunkelbraun-schwarze Farbe.
Coffee Rock tritt an einigen Stränden in New South Wales und im südöstlichen Queensland (u. a. auf K’gari) offen zu Tage. Besonders auf K’gari dichtet die Schicht aus Coffee Rock die zahlreichen Seen ab und verhindert das schnelle Versickern der Niederschläge.